# Hoan-Kiem-See
Der Hoan-Kiem-See (vietnamesisch Hồ Hoàn Kiếm) oder Schwert-See (vietnamesisch Hồ Gươm) ist Hanois berühmtester See und trennt Alt-Hanoi vom einstigen französischen Kolonialviertel.
Der See ist etwa 700 m lang und entstand als Rückstausee des Roten Flusses. Noch im 18. Jahrhundert war der See um ein Mehrfaches größer als heute, besaß einen direkten Zugang zum Roten Fluss, diente Flottenparaden und war mit den anderen Seen der Stadt durch Kanäle verbunden. Im 18. Jahrhundert besaßen die Trinh-Fürsten 52 Paläste an seinen Ufern. Der See wurde im 19./20. Jahrhundert teilweise zugeschüttet.

## Etymologie

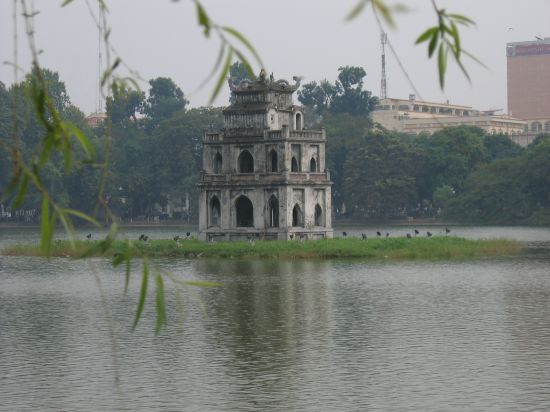
Der Schildkrötenturm

Der Name des Sees („See des zurückgegebenen Schwertes“) geht auf eine variantenreiche Legende zurück.
Anfang des 15. Jahrhunderts, während der chinesischen Besatzung, übergab der Sage nach eine riesige, im See lebende, goldene Schildkröte (Kim Quy) dem armen Fischer Le Loi (vietnamesisch Lê Lợi) ein magisches Schwert, welches ihn unbesiegbar machte. Er benutzte das Zauberschwert, um in einem erbitterten Kampf (1418–1428) die Truppen der Ming-Dynastie vernichtend zu schlagen, und wurde im Jahre 1428 König. Nach der Siegesparade begab sich der junge König zum See, um den Göttern zu danken. Da tauchte die goldene Schildkröte erneut auf und forderte das Schwert zurück.
Bevor Le Loi sich entscheiden konnte, löste sich plötzlich das Schwert aus der Scheide, stieg zum Himmel empor und verwandelte sich in einen großen jadefarbenen Drachen, der über dem See schwebte und dann in die Tiefe stürzte.
Le Loi ernannte das Tier zum Schutzgeist des Sees. Aus Dankbarkeit und zur Erinnerung an dieses Ereignis ließ Le Loi auf einer kleinen Insel in der Mitte des Sees den dreistöckigen Schildkrötenturm (vietnamesisch Tháp Rùa) errichten, der bis heute das Wahrzeichen Hanois ist.

## Schildkröten
1968 wurde eine 2,10 m lange und 250 kg schwere Schildkröte aus dem See geborgen, welche etwa 400 Jahre alt gewesen sein soll. Sie ist präpariert in einem Glaskasten im Jadeberg-Tempel ausgestellt. Der Jadeberg-Tempel befindet sich auf einer kleinen Insel, auf die die The-Huc-Brücke führt. Im See lebte bis Januar 2016 zudem ein einziges Exemplar der Weichschildkröten-Art Rafetus Leloii, möglicherweise nahe verwandt oder identisch mit der Jangtse-Riesenweichschildkröte Rafetus swinhoei.

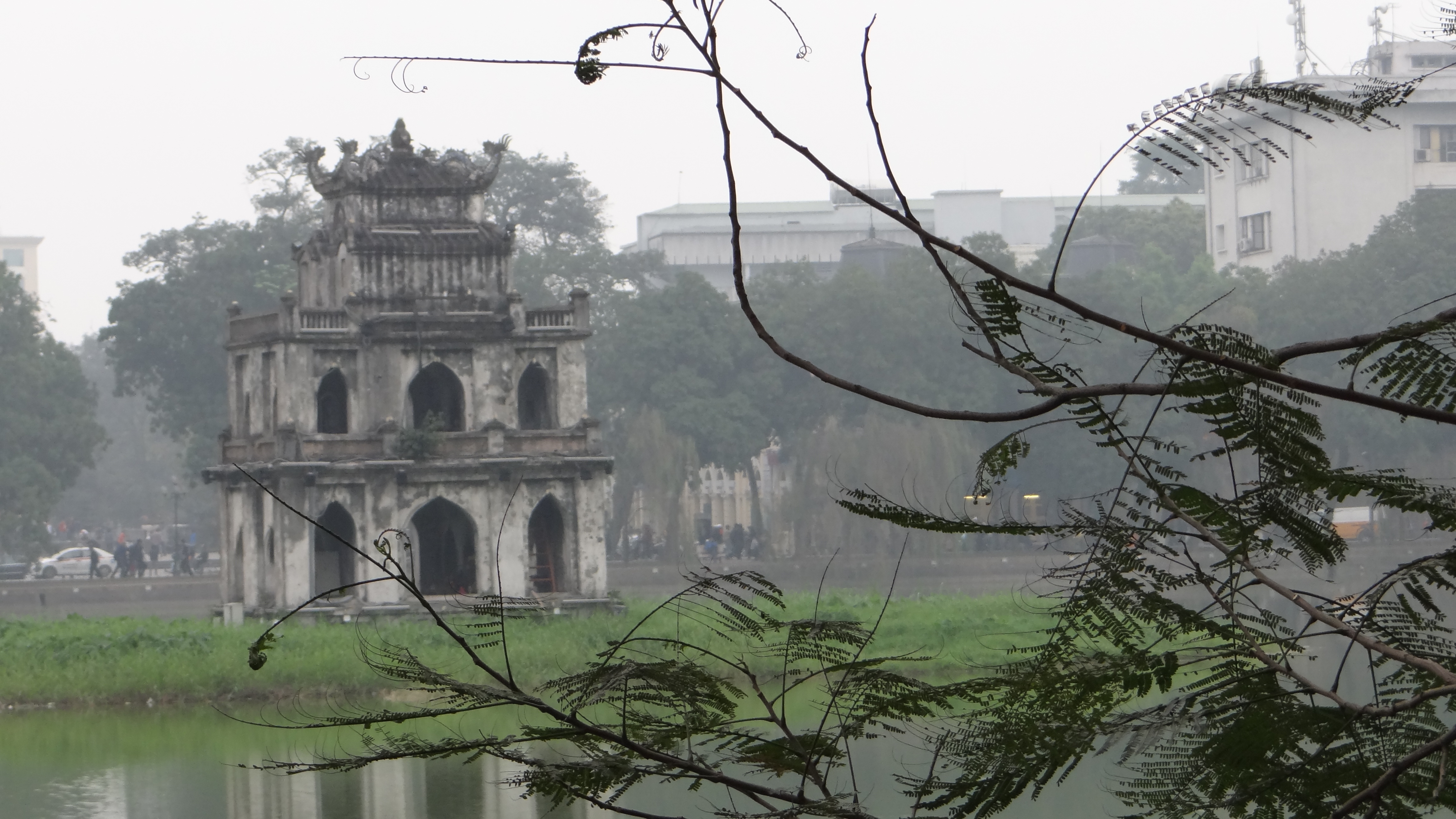
Die Pagode der Schildkröte
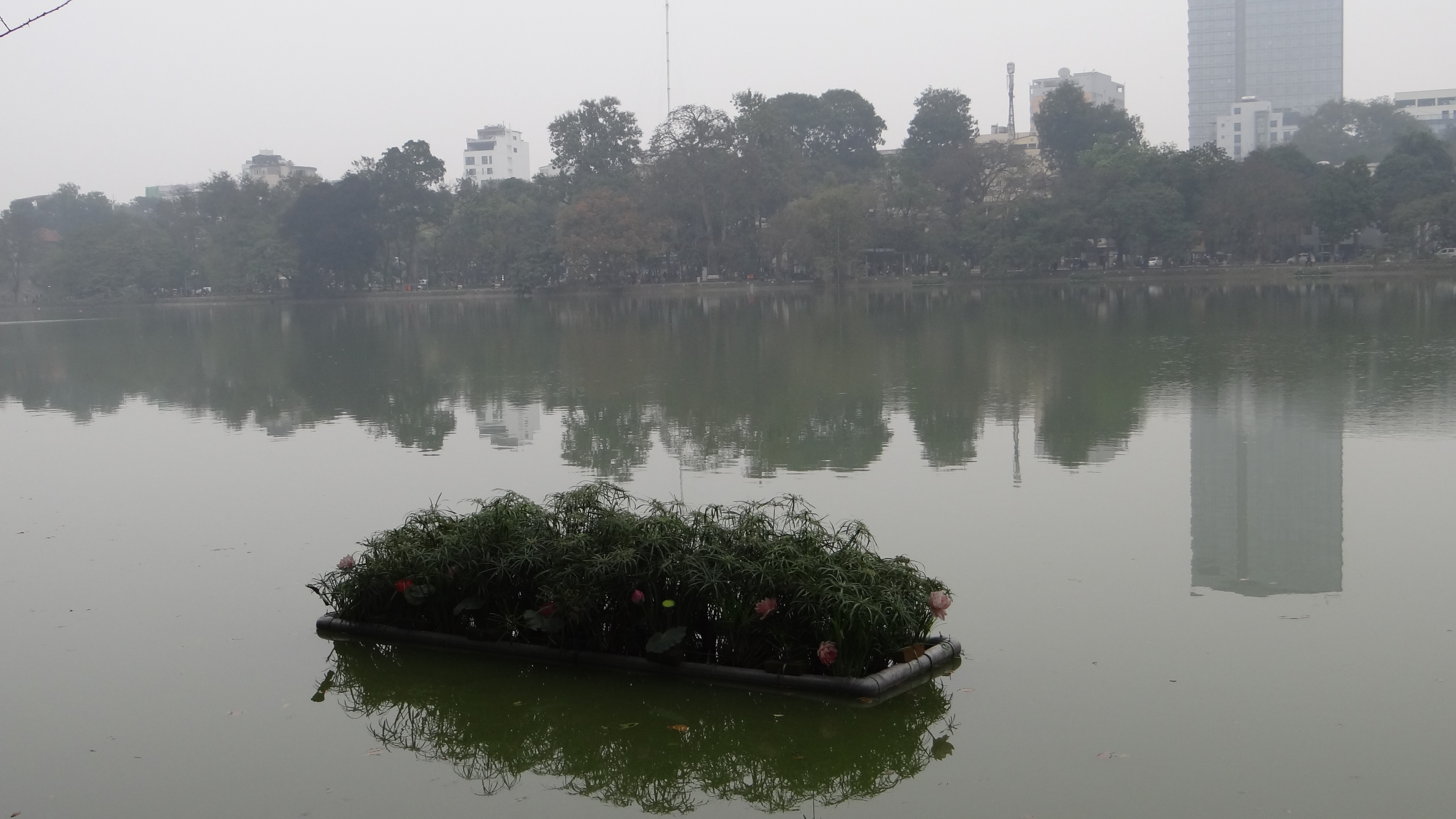
Übersicht
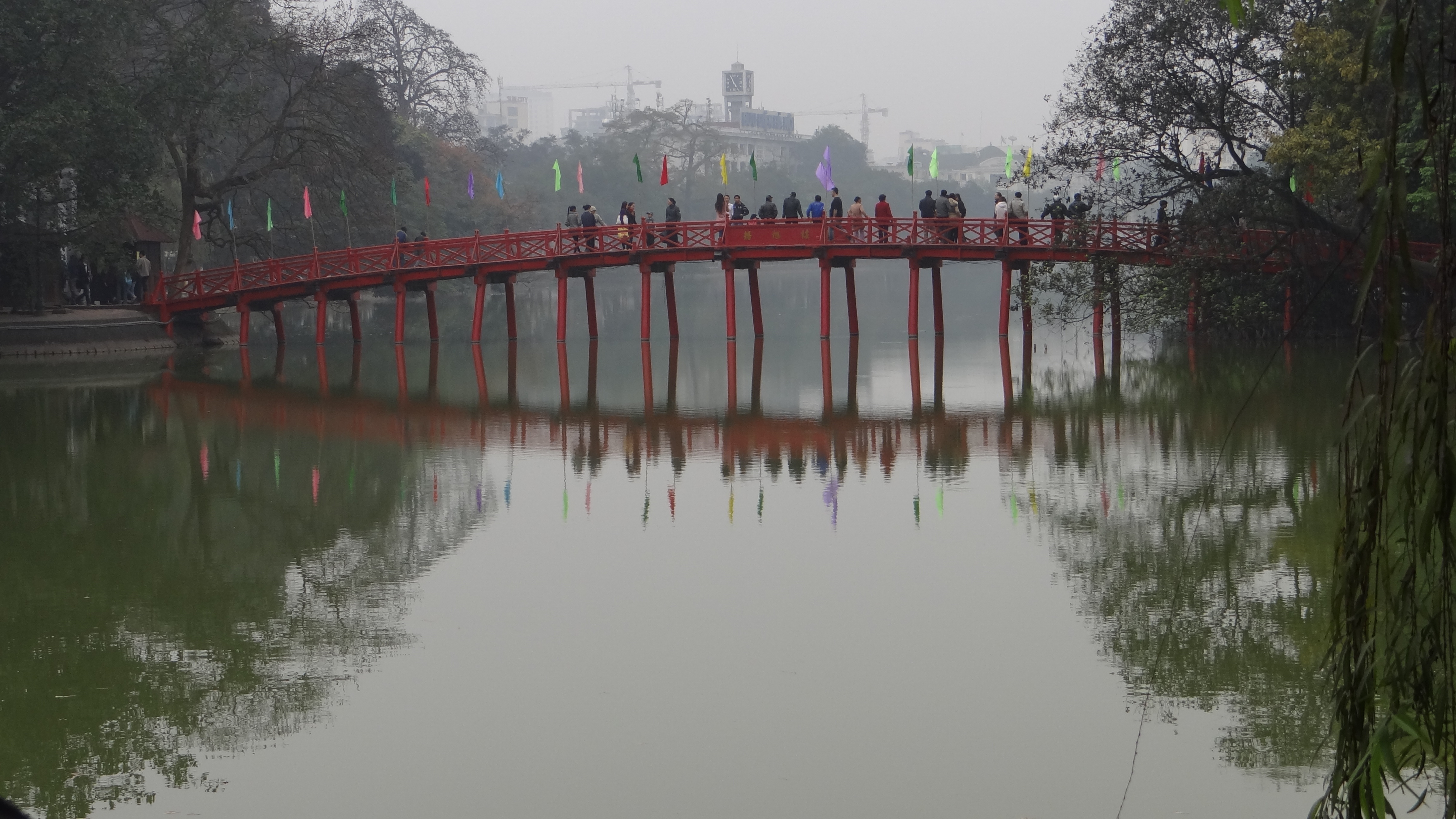
Die Huc-Brücke (Sonnenbrücke)
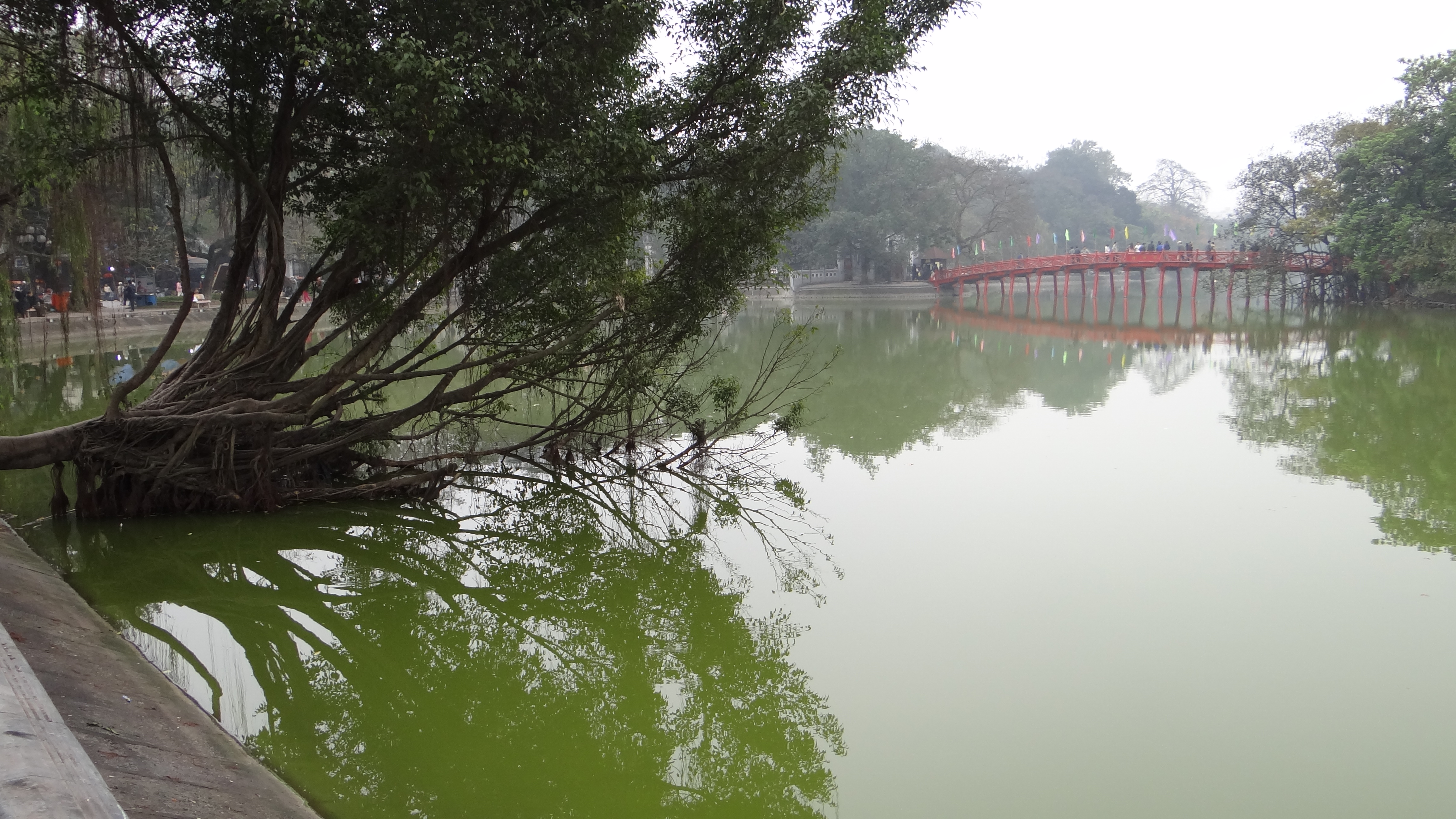